# Johanniter Orde in Nederland
De Johanniter Orde in Nederland is een Nederlandse Ridderlijke Orde en protestantse evenknie van de Maltezer Orde. De Orde werd opgericht in 1909 op initiatief van Prins Hendrik van Mecklenburg-Schwerin als Nederlandse tak van de protestantse Pruisische Johanniter Orde onder de naam Commenderij Nederland van de Balije Brandenburg der Johanniter Orde. in 1958 kreeg de Orde haar huidige naam. Het lidmaatschap van de Johanniter Orde is voorbehouden aan leden van de protestantse adel in Nederland.
De Orde heeft haar eigen activiteiten, maar werkt in voorkomende gevallen samen met het Rode Kruis en de Nederlandse Associatie van de Rooms-Katholieke Maltezer Orde.
De versierselen van de Orde, teken van het lidmaatschap, worden tot de Nederlandse onderscheidingen gerekend en zij worden ook op Nederlandse militaire uniformen gedragen.

## Geschiedenis
In 1382 richtte de Orde van Malta in Noord-Duitsland (waar de Nederlanden toen deel van uitmaakten) de Balije Brandenburg op. Veel Nederlandse edellieden werden lid van deze Orde.
Rond 1550 werd de Brandenburgse Balije protestants. Onder anderen Johan Maurits van Nassau-Siegen, een verwant van de Hollandse en Friese stadhouders, was van 1652 tot 1679 "Herrenmeister", hoogste bestuurder, van de balije.
Napoleon schafte de Ridderlijke Orden af en verbood in 1810 de Orde in het door hem gedomineerde Rijnverbond.
Bij besluit van de koning van Pruisen werd de Orde op 23 mei 1812 opgeheven. In plaats daarvan werd de Balley Brandenburg des Ritterlichen Ordens St. Johannis vom Spital zu Jerusalem ingesteld, een Orde van Verdienste, met de koning van Pruisen als grootmeester. Op 15 oktober 1852 werd de Balije van Brandenburg opnieuw tot leven geroepen. De koning werd nu protector en een van de Pruisische prinsen werd Herrenmeister.
Tot deze hernieuwde Balije traden weer veel Nederlandse edellieden toe. Toen koningin Wilhelmina in 1901 trouwde met Hendrik van Mecklenburg-Schwerin, een rechtsridder in de Brandenburgse Balije, ontstond het idee voor een Nederlandse commanderij. Bij Koninklijk Besluit van 30 april 1909 werd, ter ere van de geboorte van kroonprinses Juliana, de Commenderij Nederland van de Balije Brandenburg der Johanniter Orde opgericht. Dit kon bij koninklijk besluit gebeuren omdat de grondwet vaststelt dat "Ridderorden bij wet worden ingesteld". De Johanniter Orde is geen Orde van de Nederlandse staat. Prins Hendrik werd de eerste commendator. Toen hij in 1934 overleed, werd hij opgevolgd door W.C. baron Röell van Hazerswoude (1861-1937).
Na de Tweede Wereldoorlog werden alle banden met de Duitse ridders en de Duitse tak van de Johanniter Orde verbroken. Op 24 november 1945 werden de statuten gewijzigd, waarbij de naam werd gewijzigd in ‘Orde van Sint Jan’. Deze statuten zijn goedgekeurd bij K.B. no. 33 van 5 maart 1946. In 1954 werd prins Bernhard met als titel landcommandeur de hoogste bestuurder van de orde. De prins deed veel om de banden met de andere Johanniter Orden, in Zweden, Denemarken, Engeland, Frankrijk, Zwitserland en Duitsland, maar ook met de katholieke Orde van Malta te verbeteren of te herstellen. Een en ander vond zijn beslag in de Alliantie van Niederweisel. Bij Koninklijk Besluit no. 41 van 10 september 1958 kreeg de Orde van Sint-Jan een nieuwe naam en heet sindsdien "Johanniter Orde in Nederland".

## Het Kapittel van de Johanniter Orde

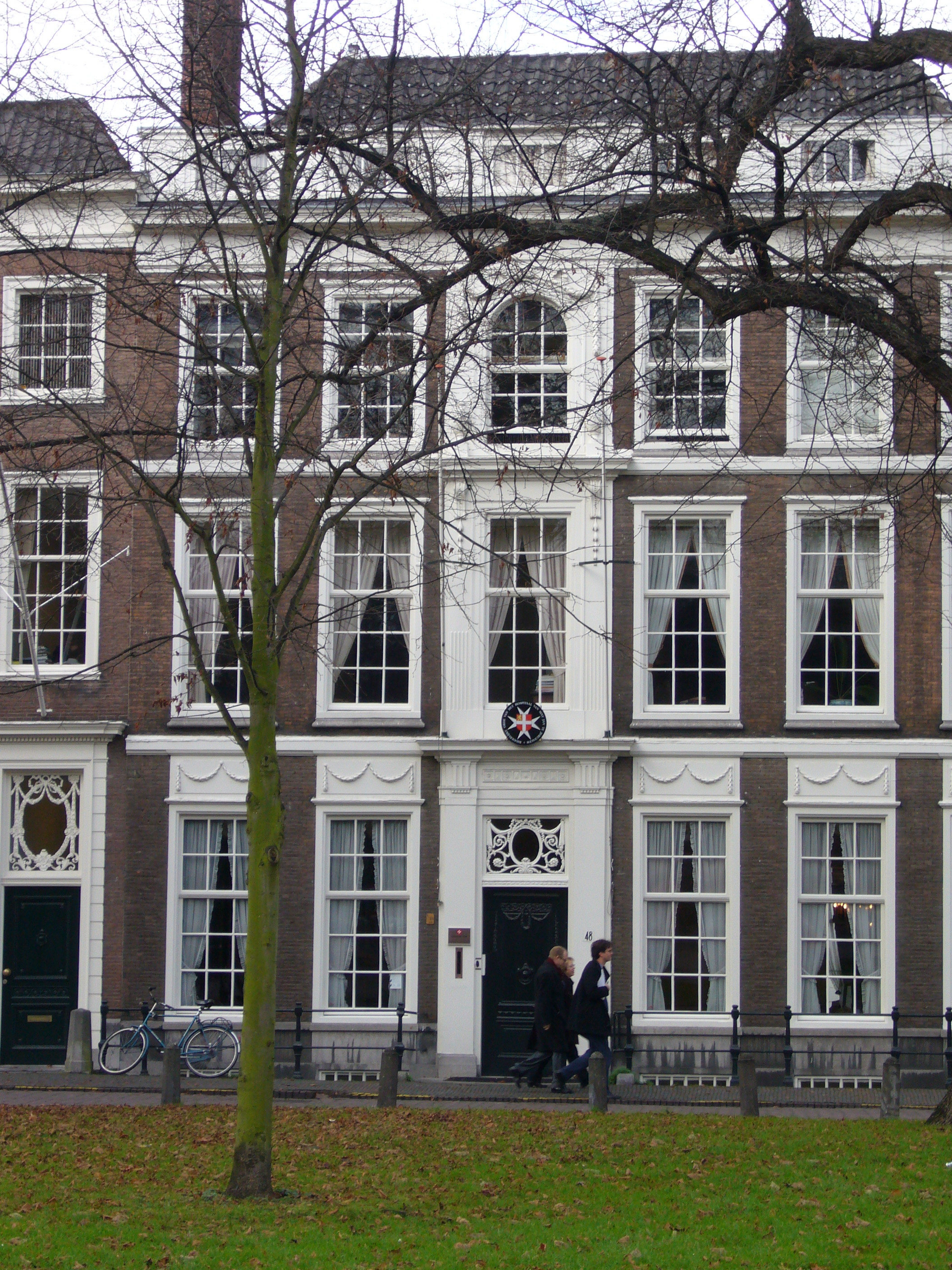
De zetel van de Johanniter Orde in Nederland aan het Lange Voorhout 48 in Den Haag

Het bestuur van de Johanniter Orde in Nederland wordt gevormd door het Kapittel bestaande uit de volgende leden:
- Coadjutor
- Werkmeester en Werkmeesteres
- Schatmeester
- Kanselier
- Kapittelridders en Kapitteldames

Bij het Kapittel van de Orde van Sint-Jan was er in plaats van de Landcommandeur een Grootmeester, bij de Commenderij Nederland was er in plaats van de Landcommandeur een Commendator en in plaats van de Kanselier een Secretaris.

## Leden
De toelatingseisen van de opeenvolgende orden zijn gelijk gebleven:
- Als ridder/dame kunnen Nederlandse edelen worden toegelaten die het protestantse geloof belijden en de leeftijd van 21 jaar bereikt hebben.
- Als zij de leeftijd van 25 jaar hebben bereikt en ten minste vijf jaar lid zijn kunnen zij tot rechtsridder/-dame benoemd worden.

Bij Koninklijk Besluit van 3 oktober 1951 werd de instelling van een damesafdeling van de orde goedgekeurd en deze werd op 29 februari 1952 ook daadwerkelijk opgericht.
In 2009 had de Johanniter Orde in Nederland 630 leden. Het bekendste lid is koning Willem-Alexander, die de functie van Erecommandeur bekleedt.

## Versierselen
Ridders dragen het Johanniter kruis in goud, met wit email, aan een effen zwart lint om de hals. Dames dragen een klein wit geëmailleerd gouden Johanniter kruisje op een zwarte zijden strik.

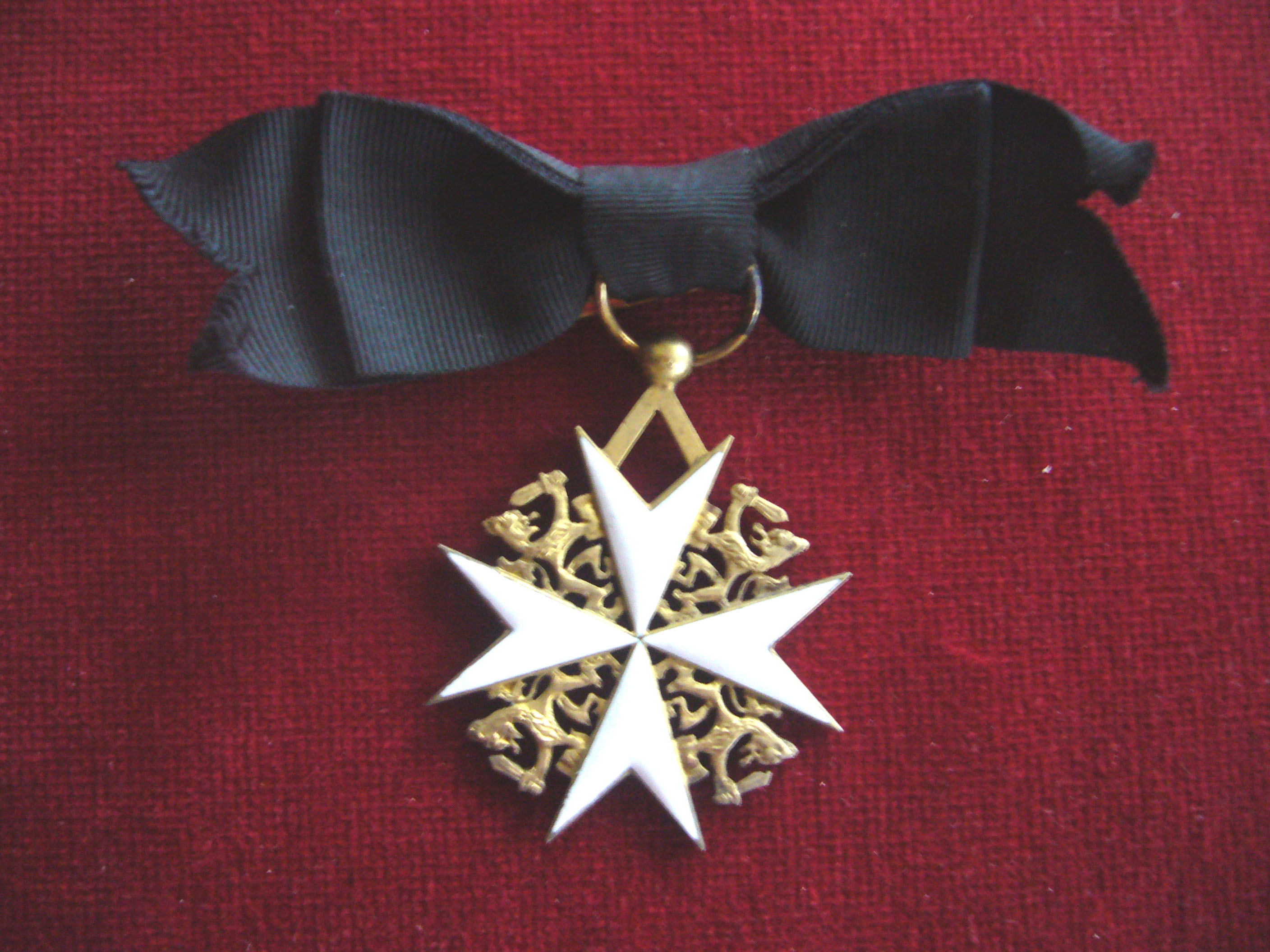
Dameskruis

Rechtsridders dragen het Johanniter kruis in goud, met wit email met een gouden koninklijke kroon als verhoging, aan een effen zwart lint om de hals. Rechtsdames dragen een klein wit geëmailleerd gouden Johanniter kruisje met een gouden koninklijke kroon op een zwarte zijden strik. Rechtsridders en rechtsdames dragen daarnaast een Johanniter mantel.
Tot 1945 zaten er tussen de armen van het Johanniter kruis zwart geëmailleerde adelaars. Sinds 1946 worden daar goudkleurige Nederlandse Leeuwen bevestigd. Prins Bernhard werd vóór de oorlog lid van de Orde en is zijn leven lang de oude versierselen blijven gebruiken.
Omdat deze Orde bij Koninklijk Besluit is erkend mag zij ook op uniformen van de Nederlandse strijdkrachten worden gedragen. Meestal als baton maar bij bijzonder gelegenheden worden ook het halskruis (en het borstkruis) gedragen. Burgers dragen het halskruis onder de knoop van de witte das van het rokkostuum of onder de knoop van een zwarte smokingdas.

## De medailles van Sint-Jan
De medaille van Sint-Jan en de eremedaille van Sint-Jan werden op 24 juni 1967 bij besluit van het kapittel van de Johanniter Orde in Nederland ingesteld. Ze zijn bestemd om niet-leden te belonen voor verdiensten in of jegens de orde. De medailles waren voornamelijk bedoeld voor de Johanniterhelpers en -zusters in de hospitalen van de Orde.
De eremedaille bestaat uit een wit geëmailleerd gouden (of verguld zilveren) ongeëmailleerd 35 millimeter breed Johanitter kruis, dat op een ronde band is gelegd. Het geheel is ajour bewerkt. Op de keerzijde is op de ronde band de tekst "JOHANNITER ORDE IN NEDERLAND" aangebracht.
De medaille van Sint-Jan is gelijk aan de eremedaille, maar van zilver vervaardigd. Het lint is voor beide eretekens gelijk: een 30 millimeter breed zwart lint, met in het midden een 5 millimeter brede witte streep.